# 哈拉湖 (青海)
哈拉湖，柴达木盆地東的内流咸水湖，深處無人區。位于青海省天峻县和德令哈市之间，疏勒南山南麓。为拗陷盆地积水而形成，注入河流水源来自附近高山冰川融水。祁连山主峰团结峰位于其北部。湖泊面积607平方千米，为柴达木盆地最大湖泊，青海省第二大湖泊。湖中有大种群的湟鱼，为雁类、鹬类和鸥类等鸟类的重要繁殖地。